# Ollantaytambo
Ollantaytambo ili Ullantaytanpu, (što na kečuanskom otprilike znači Gospodarevo sklonište) jedinstveni je primjer pretkolumbovskog planiranja grada. To je monumentalno arhitektonsko djelo iz Inka perioda i jedinstveni grad iz tog vremena koji je i danas naseljen. U zgradama koje liče na palače žive potomci nekadašnjih visokih klasa Inka, podrijetlom iz Cusca.
Zgrade i vrtovi kao i ulice su zadržali svoj izvorni oblik. Ravne, uske ulice tvore danas četvrtaste četvrti, ili tzv.canchas, koje imaju otvor prema središnjem dvoru kojeg kuća okružuje. Nekoliko lijepih kolonijalnih kuća sagrađeno je od crnih stijena iz Inka vremena.
utvrdu Ollantaytambovu sagradile su Inke kako bi se mogli braniti od napada indijanaca iz džungle koji su bili stalna prijetnja carstvu Inka.  
Na vrhu utvrde nalazi se šest stijena koje čine Hram Sunca. Teške su oko 50 tona i stoje tijesno jedna pored druge. One tvore zid no iza njih ne postoji nikakav prazan prostor. Stranice stijena su veoma kvalitetno obrađene. Vjerojatno su Inke željele pokazati da vladaju zavidnom umjetnošću oblikovanja stijena. Na nekoliko stijena postoje ispupčenja i vjeruje se da su ona imala samo simbolično značenje. Prema peruanskom povjesničaru Víctoru Angelsu to je mogla biti neka vrsta simboličnog jezika.
Utvrda Ollantaytambo leži na brdu koje je u obliku trapeza. Taj dojam nestaje međutim kada se stoji na vrhu utvrde. Stijene za izgradnju utvrde dovlačene su s druge strane doline. Vučene su uz pomoć užadi i uz pomoć tankih svježih stupova koji su postavljani u smjeru transporta.

## Položaj
Ollantaytambo se nalazi u istoimenoj oblasti u provinciji Urubamba, oko 60 km sjeveroistočno od Cusca, na 2792 m nadmorske visine, u sjevernom dijelu doline Urubamba.
Ollantaytambo je željezničkom prugom povezan s Machu Picchu, poznatim turističkim odredištem Južne Amerike. 